# Tirrena-Adriàtica 1967
La Tirrena-Adriàtica 1967 va ser la 2a edició de la Tirrena-Adriàtica. La cursa es va disputar en cinc etapes, entre el 8 i el 12 de març de 1967, amb un recorregut total de 1.067,9 km. El vencedor de la cursa fou l'italià Franco Bitossi (Filotex), que s'imposà en la general amb 12" sobre el segon classificat, el també italià Carmine Preziosi (Molteni). Vito Taccone (Germanvox) acabà en tercera posició.

## Etapes
| Etapa    | Data       | Recorregut                                | Km    | Vencedor d'etapa      | Líder de la general  |
| -------- | ---------- | ----------------------------------------- | ----- | --------------------- | -------------------- |
| 1a etapa | 8 de març  | Santa Marinella - Fiuggi                  | 181,9 | Franco Bitossi (ITA)  | Franco Bitossi (ITA) |
| 2a etapa | 9 de març  | Fiuggi - Viterbo                          | 193,6 | Aldo Pifferi (ITA)    | Franco Bitossi (ITA) |
| 3a etapa | 10 de març | Viterbo - Terni                           | 256,0 | Tommaso de Pra (ITA)  | Tommaso de Pra (ITA) |
| 4a etapa | 11 de març | Terni - San Benedetto del Tronto          | 214,4 | Bruno Vittiglio (ITA) | Tommaso de Pra (ITA) |
| 5a etapa | 12 de març | San Benedetto del Tronto - S.B del Tronto | 222,0 | Dino Zandegù (ITA)    | Franco Bitossi (ITA) |

## Classificació general
|    | Ciclista                 | Equip             | Temps       |
| -- | ------------------------ | ----------------- | ----------- |
| 1  | Franco Bitossi (ITA)     | Filotex           | 27h 48' 05" |
| 2  | Carmine Preziosi (ITA)   | Molteni           | + 12"       |
| 3  | Vito Taccone (ITA)       | Germanvox         | + 12"       |
| 4  | Roberto Poggiali (ITA)   | Salvarani         | + 22"       |
| 5  | Michele Dancelli (ITA)   | Vittadello        | + 32"       |
| 6  | Dino Zandegù (ITA)       | Salvarani         | + 32"       |
| 7  | Luciano Armani (ITA)     | Salamini-Luxor TV | + 42"       |
| 8  | Vittorio Adorni (ITA)    | Salamini-Luxor TV | + 1' 22"    |
| 9  | Ole Ritter (DEN)         | Germanvox         | + 1' 22"    |
| 10 | Giancarlo Polidori (ITA) | Vittadello        | + 1' 22"    |